# Erica Johansson
Erica Johansson (ur. 5 lutego 1974 w Mölndal) – szwedzka lekkoatletka, specjalizująca się w skoku w dal oraz biegach sprinterskich. Uczestniczka letnich igrzysk olimpijskich (Sydney 2000).

## Sukcesy sportowe
| Rok  | Miasto        | Zawody                      | Konkurencja | Wynik         |
| ---- | ------------- | --------------------------- | ----------- | ------------- |
| 1989 | Varaždin      | mistrzostwa Europy juniorów | skok w dal  | srebrny medal |
| 1990 | Płowdiw       | mistrzostwa świata juniorów | skok w dal  | srebrny medal |
| 1991 | Saloniki      | mistrzostwa Europy juniorów | skok w dal  | 4. miejsce    |
| 1992 | Seul          | mistrzostwa świata juniorów | skok w dal  | złoty medal   |
| 1993 | Toronto       | halowe mistrzostwa świata   | skok w dal  | 6. miejsce    |
| 1993 | San Sebastián | mistrzostwa Europy juniorów | skok w dal  | złoty medal   |
| 1998 | Budapeszt     | mistrzostwa Europy          | skok w dal  | 5. miejsce    |
| 2000 | Gandawa       | halowe mistrzostwa Europy   | skok w dal  | złoty medal   |

- 9-krotna mistrzyni Szwecji[1]:

- w skoku w dal – 1990, 1991, 1992, 1993, 1996, 1997, 1998, 1999 (8x)
- w biegu na 100 metrów przez płotki – 1999 (1x)

- 4-krotna halowa mistrzyni Szwecji[2]:

- w skoku w dal – 1990, 1998, 1999 (3x)
- w biegu na 200 metrów – 1999 (1x)

## Rekordy życiowe
- na stadionie:

- skok w dal – 6,99 (Lozanna 2000) – rekord Szwecji
- bieg na 100 metrów – 11,82 (Malmö 1999)
- bieg na 200 metrów – 23,87 (Ludvika 1999)
- bieg na 100 metrów przez płotki – 13,63 (Sztokholm 1998)

w hali:
- skok w dal – 6,89 (Gandawa 2000)
- bieg na 60 metrów – 7,63 (Malmö 1999)
- bieg na 200 metrów – 24,03 (Sätra 1999)